# كلمة ترميزية
في الاتصالات،  الكلمة الترميزية هي عنصر لرمز معياري أو بروتوكول. كل كلمة ترميزية تجمع وفقاً لقواعد معينة للرمز. وتعين للإشارة لمعنى فريد. الكلمات الترميزية غالباً ماتستخدم لأسباب موثوقية، والوضوح، الإيجاز أو السرية.